# 笹山登生
笹山 登生（ささやま たつお、1941年〈昭和16年〉2月8日 - ）は、日本の政治家。
農林水産政務次官（竹下改造内閣）、衆議院沖縄及び北方問題に関する特別委員長、同労働委員長、衆議院議員（5期）などを歴任。

## 概要
埼玉県浦和市常磐町生まれ。1964年に慶應義塾大学経済学部を卒業すると農林中央金庫へ就職。1977年に退職し、衆議院議員秘書を務めた後、父・笹山茂太郎の地盤を継いで、1979年の第35回衆議院議員総選挙に秋田2区より自由民主党公認で出馬するも落選。それからは衆議院議員伊東正義の秘書を務める。翌1980年の第36回衆議院議員総選挙で初当選し、自民党内では宏池会（鈴木派、後に宮沢派）に所属。
1986年の第38回衆議院議員総選挙まで3期連続当選。1988年12月、竹下改造内閣で農林水産政務次官を務める。1990年の第39回衆議院議員総選挙で落選。1993年、小沢一郎・羽田孜らが自民党を割って結成した新生党に合流し、同党公認で7月18日の第40回衆議院議員総選挙に秋田2区より出馬、返り咲きを果たす。1994年6月、裁判官弾劾裁判所裁判長職務代行。1994年12月の新進党結党に参加。1995年1月、衆議院労働委員会委員長就任。1996年の第41回衆議院議員総選挙では同党公認で東北ブロックより比例単独出馬、5回目の当選。1997年9月、沖縄及び北方問題に関する特別委員会特別委員長就任。
新進党が1997年12月に解党した後は、一旦保守系無所属となった。1999年1月の自・自連立を機に、同じく新進党解党後は無所属だった海部俊樹と共に自由党に所属し、同党秋田県連代表となる。2000年4月の自由党分裂後も同党に留まり、6月の第42回衆議院議員総選挙で秋田3区より出馬するも落選。選挙後、自由党を離党。以後、無所属となった。
2011年6月18日、旭日重光章受章。

## 年譜
- 1979年（昭和54年）10月7日 - 第35回衆議院議員総選挙において秋田県第2区から自由民主党公認で出馬し、落選。49,402票。
- 1980年（昭和55年）6月22日 - 第36回衆議院議員総選挙において秋田2区から自民党公認で出馬し、当選。57,416票。
- 1983年（昭和58年）12月18日 - 第37回衆議院議員総選挙において秋田2区から自民党公認で出馬し、2期目当選。54,298票。
- 1986年（昭和61年）7月6日 - 第38回衆議院議員総選挙において秋田2区から自民党公認で出馬し、3期目当選。63,270票。
- 1990年（平成2年）2月18日 - 第39回衆議院議員総選挙において秋田2区から自民党公認で出馬し、落選。53,575票。
- 1993年（平成5年）7月18日 - 第40回衆議院議員総選挙において秋田2区から新生党公認で出馬し、4期目当選。70,733票。
- 1996年（平成8年）10月20日 - 第41回衆議院議員総選挙において比例東北ブロックから新進党公認で出馬し、5期目当選。
- 2000年（平成12年）6月25日 - 第42回衆議院議員総選挙において秋田県第3区から自由党公認で出馬し、落選。37,876票。

## 著書
- 笹山登生、1997,『諫早湾問題を解決するために-4つの決断と7つの実行』(朝日新聞『論壇』1997年7月21日)(英語版)
- 笹山登生、2017,『最後まで曖昧にされた築地・豊洲市場移転問題』(雑誌ポリタス特集「東京都議会選2017――迷走する首都」)
- 笹山登生、2017,『「見せかけの公約」に惑わされていないか?』(雑誌ポリタス特集「衆院選2017――それでも選ぶとしたら」)
- 笹山登生編著、1978、『白雲去来』(笹山茂太郎自伝)（PDF）、(楽游書房、1978年10月刊)